# Liste der Monuments historiques im Hôtel-Dieu (Carpentras)
Die Liste der Monuments historiques im Hôtel-Dieu (Carpentras) führt die als Monument historique klassifizierten Objekte im Hôtel-Dieu in der französischen Stadt Carpentras auf.

## Liste der Objekte
| Bezeichnung                                                                       | Beschreibung | Standort         | Kennzeichnung | Schutzstatus             | Datum | Bild           |
| --------------------------------------------------------------------------------- | --- | ---------------- | ------------- | ------------------------ | ----- | -------------- |
| Gemälde Die Brotvermehrung                                                        | |                  | PM84000355    | Classé                   | 1910  |                |
| Vier Gemälde Porträts von Päpsten                                                 | Zwei Gemälde stammen von P. Courtois d’Avignon († 1739) und zwei Gemälde von R. Raspay d’Avignon († 1767). Die Porträts stammen aus der Kapelle des Kollegs (ehemals Kloster).                           |                  | PM84000356    | Classé                   | 1910  |                |
| Grabdenkmal von Monseigneur d’Inguimbert, Bischof von Carpentras, der 1757 starb. | Marmorarbeit von Étienne Dantoine, 18. Jh. |                  | PM84000351    | Classé au titre immeuble | 1862  |                |
| Sammlung von Apothekengefäßen                                                     | Fayence-Gefäße aus dem 18. Jh. | Apotheke         | PM84000353    | Classé                   | 1910  | weitere Bilder |
| Holztäfelung Allegorien und Landschaften                                          | Dekoration des Apothekenzimmers, Camaieu-Malereien von Joseph Siffred Duplessis (18. Jh.) | Apotheke         | PM84000691    | Classé au titre immeuble | 1862  |                |
| Satz von 285 Gedenktafeln                                                         | Gedenkinschriften von Spenden aus der Zeit von 1731 bis 1930. | Eingangshalle    | PM84001009    | Classé                   | 1995  | weitere Bilder |
| Zwei Laternen im Vestibül                                                         | | Große Treppe     | PM84000354    | Classé                   | 1910  |                |
| Madonnenstatue                                                                    | | Große Treppe     | PM84000360    | Classé                   | 1959  |                |
| Treppengeländer                                                                   | | Große Treppe     | PM84000692    | Classé au titre immeuble | 1862  |                |
| Chorgitter                                                                        | | Kapelle          | PM84000694    | Classé au titre immeuble | 1862  |                |
| Zwei Gemälde Anna selbdritt und Die hl. Familie                                   | | Kapelle          | PM84000352    | Classé                   | 1910  |                |
| Gemälde Hl. Jungfrau mit Kind                                                     | | Kapelle          | PM84000695    | Classé                   | 1910  |                |
| Hauptaltar                                                                        | Marmorarbeit aus dem 18. Jh. | Kapelle          | PM84000693    | Classé au titre immeuble | 1862  |                |
| Sechs Kerzenständer und Altarkreuz (Altarausstattung)                             | | Kapelle          | PM84001035    | Classé                   | 1995  |                |
| Wandleuchterpaar                                                                  | ein Paar dreiarmige Wandleuchter aus Schmiedeeisen, 18. Jh. | Kapelle          | PM84001037    | Classé                   | 1995  |                |
| Gemälde Porträt eines Abtes                                                       | | Salle du conseil | PM84001003    | Classé                   | 1995  |                |
| Gemälde Porträt von Théophile Henri Allegier                                      | | Salle du conseil | PM84001027    | Classé                   | 1995  |                |
| Gemälde Porträt von Buisson d’Armandy (1794–1873)                                 | Der in Pernes-les-Fontaines geborene Édouard Buisson d’Armandy war Artilleriehauptmann und wurde als Konsul in die algerische Stadt Bône geschickt.                                                      | Salle du conseil | PM84001012    | Classé                   | 1995  |                |
| Gemälde Porträt von Blaise Arnaud                                                 | | Salle du conseil | PM84000999    | Classé                   | 1995  |                |
| Gemälde Porträt von Monsieur le Bailly de Murs                                    | | Salle du conseil | PM84001004    | Classé                   | 1995  |                |
| Gemälde Porträt von Monsieur Jean Paul de Benedicty                               | | Salle du conseil | PM84001040    | Classé                   | 1995  |                |
| Gemälde Porträt von Abbé Berbiguier                                               | | Salle du conseil | PM84001034    | Classé                   | 1995  |                |
| Gemälde Porträt des Marquis de Bimard                                             | Der Marquis de Bimard, Lagermarschall der königlichen Armeen, vermachte dem Krankenhaus 1800 Francs, die im Jahr seines Todes gezahlt werden sollten.                                                    | Salle du conseil | PM84000996    | Classé                   | 1995  |                |
| Gemälde Porträt von Abbé Bonnet                                                   | | Salle du conseil | PM84001017    | Classé                   | 1995  |                |
| Gemälde Porträt von Monsieur Caillet                                              | Alfred Caillet (1853–1938) war Anwalt, Ehrenrichter, ehemaliger Bürgermeisterverwalter und Ehrenvizepräsident von 1933 bis 1938.                                                                         | Salle du conseil | PM84001014    | Classé                   | 1995  |                |
| Gemälde Porträt von Père Revollet Chantrier                                       | | Salle du conseil | PM84001029    | Classé                   | 1995  |                |
| Gemälde Porträt von Monsieur Cohorn                                               | | Salle du conseil | PM84001032    | Classé                   | 1995  |                |
| Gemälde Porträt von Madame Durand                                                 | Madame Durand spendete zu Lebzeiten 3000 Francs an das Krankenhaus, damit die Patienten, wenn sie es benötigten, mit Eselsmilch versorgt werden konnten. Sie starb am 21. Dezember 1825.                 | Salle du conseil | PM84001021    | Classé                   | 1995  |                |
| Gemälde Porträt von Monsieur Fortunet                                             | | Salle du conseil | PM84001008    | Classé                   | 1995  |                |
| Gemälde Porträt einer Frau                                                        | | Salle du conseil | PM84001020    | Classé                   | 1995  |                |
| Gemälde Porträt einer alten Frau                                                  | | Salle du conseil | PM84001001    | Classé                   | 1995  |                |
| Gemälde Porträt von Monsieur Gaudibert-Barret                                     | | Salle du conseil | PM84001006    | Classé                   | 1995  |                |
| Gemälde Porträt von Pierre Honoré Guérin                                          | | Salle du conseil | PM84001000    | Classé                   | 1995  |                |
| Gemälde Porträt von Mademoiselle Guillaume                                        | | Salle du conseil | PM84001028    | Classé                   | 1995  |                |
| Gemälde Porträt von Monsieur Imbert                                               | Ange Alexis Bernard Imbert, Notar in Carpentras, hinterließ in seinem eigenhändig geschriebenen Testament vom 22. Juni 1837 den Krankenhäusern in Carpentras 6.000 Francs. Er verstarb am 18. Juli 1837. | Salle du conseil | PM84001010    | Classé                   | 1995  |                |
| Gemälde Porträt von Monseigneur d’Inguimbert, Gründer des Krankenhauses           | | Salle du conseil | PM84001019    | Classé                   | 1995  |                |
| Gemälde Porträt von Monsieur Lassone                                              | Monsieur de Lassone, Leibarzt Seiner Majestät, machte zu Lebzeiten mehrere Spenden und schenkte dem Krankenhaus vier Eisenbetten.                                                                        | Salle du conseil | PM84001038    | Classé                   | 1995  |                |
| Gemälde Porträt von Mademoiselle Pauline, Schwester Madelon                       | | Salle du conseil | PM84001013    | Classé                   | 1995  |                |
| Gemälde Porträt eines Mannes                                                      | | Salle du conseil | PM84000998    | Classé                   | 1995  |                |
| Gemälde Porträt eines Mannes                                                      | | Salle du conseil | PM84001002    | Classé                   | 1995  |                |
| Gemälde Porträt eines Mannes                                                      | Öl auf Leinwand von Pierre de Champeville, 1943 | Salle du conseil | PM84001005    | Classé                   | 1995  |                |
| Gemälde Porträt eines Mannes                                                      | | Salle du conseil | PM84001011    | Classé                   | 1995  |                |
| Gemälde Porträt eines Mannes                                                      | | Salle du conseil | PM84001018    | Classé                   | 1995  |                |
| Gemälde Porträt eines Mannes                                                      | | Salle du conseil | PM84001023    | Classé                   | 1995  |                |
| Gemälde Porträt eines Mannes                                                      | | Salle du conseil | PM84001024    | Classé                   | 1995  |                |
| Gemälde Porträt eines Mannes                                                      | Öl auf Leinwand von René Devillario, 1911 | Salle du conseil | PM84001025    | Classé                   | 1995  |                |
| Gemälde Porträt eines Mannes                                                      | | Salle du conseil | PM84001026    | Classé                   | 1995  |                |
| Gemälde Porträt eines Mannes                                                      | | Salle du conseil | PM84001033    | Classé                   | 1995  |                |
| Gemälde Porträt von Monsieur Martinel                                             | | Salle du conseil | PM84000995    | Classé                   | 1995  |                |
| Gemälde Porträt von Jacques André Mille                                           | Jacques André Mille, ein Eisenhändler, vermachte dem Krankenhaus testamentarisch 600 Francs. Er starb am 27. Mai 1828.                                                                                   | Salle du conseil | PM84001016    | Classé                   | 1995  |                |
| Gemälde Porträt einer Nonne                                                       | Öl auf Leinwand von Rémy Mayan | Salle du conseil | PM84000997    | Classé                   | 1995  |                |
| Gemälde Porträt von Joseph-Louis de Pelletier de la Garde                         | | Salle du conseil | PM84001030    | Classé                   | 1995  |                |
| Gemälde Porträt von Monsieur Ponsard                                              | | Salle du conseil | PM84001031    | Classé                   | 1995  |                |
| Gemälde Porträt von Mademoiselle Romette                                          | Mademoiselle Claire Romette, die am 11. Februar 1850 starb, arbeitete 53 Jahre lang als Apothekerin im Krankenhaus. Sie vermachte die Summe von 400 Francs.                                              | Salle du conseil | PM84001007    | Classé                   | 1995  |                |
| Gemälde Porträt von Monsieur Adrien Rousseau                                      | | Salle du conseil | PM84001022    | Classé                   | 1995  |                |
| Gemälde Porträt von Mademoiselle de Saint-Véran                                   | | Salle du conseil | PM84001015    | Classé                   | 1995  |                |
| Gemälde Porträt von Monsieur Joseph Siffrein Ignace de Verot                      | | Salle du conseil | PM84001039    | Classé                   | 1995  |                |
| Gemälde Porträt von Jacques Vincent                                               | Monsieur Vincent, ein Anwalt, vermachte dem Krankenhaus testamentarisch 6000 Francs. | Salle du conseil | PM84000994    | Classé                   | 1995  |                |
| Gemälde Der Tod des hl. Joseph                                                    | | Salle du conseil | PM84001036    | Classé                   | 1995  |                |
| Apothekenmörser                                                                   | Bronzeguss aus dem Jahr 1714 von A. F. Alibert. Dekoriert mit Bändern, Lilien und Rinceau-Ornamentik. Die Griffe enden mit Widderköpfen.                                                                 | Salle Moricelly  | PM84000359    | Classé                   | 1933  |                |
| Kamin                                                                             | Kamin aus blauem Marmor, 18. Jh. | Salle Moricelly  | PM84000357    | Classé                   | 1933  |                |
| Kaminplatte                                                                       | Eisenguss mit dem Wappen von Kardinal Bichi, Bischof von Carpentras (1630–1657). | Salle Moricelly  | PM84000358    | Classé                   | 1933  |                |